# Lieve Geelvinck

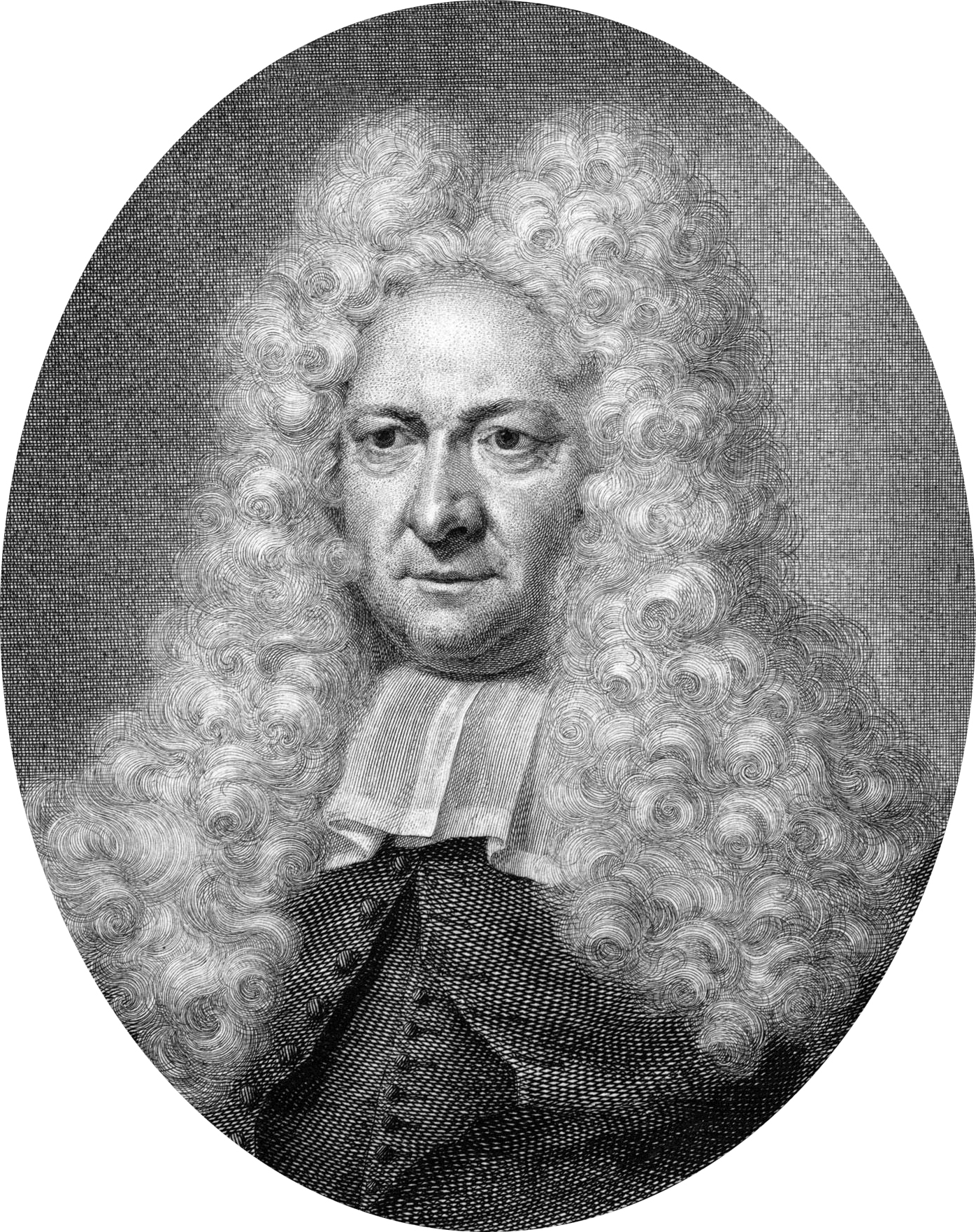
Lieve Geelvinck

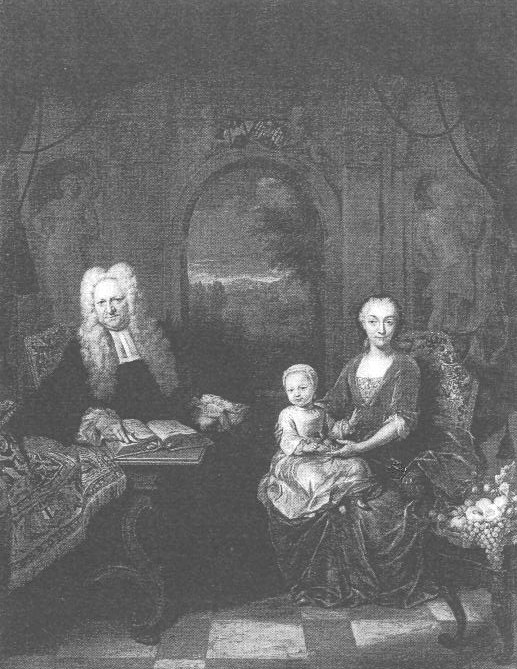
Lieve Geelvinck mit seiner Ehefrau Anna de Haze und einem Kleinkind. Gemälde von 1733 von Jan Maurits Quinkhard

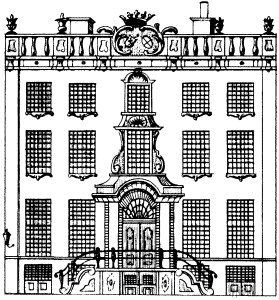
Geelvincks Stadthaus in der Herengracht. Zeichnung von Caspar Jacobsz Philips aus seinem im Jahre 1770 geschaffenen Grachtenboek

Lieve Geelvinck (* 28. Mai 1676 in Amsterdam; † 22. August 1743 ebenda) war Herr der Hohen und Freien Herrlichkeit von Mijnden, Herr von Castricum, der beiden Loosdrechten, Stabroek und Bakkum, Besitzer der Ruine des ehemaligen Schlosses Kronenburg, sowie Amsterdamer Regent während der ersten Hälfte des 18. Jahrhunderts.

## Herkunft und Familie
Der Sohn von Joan Geelvinck, Herr von Castricum (1644–1707) und der Anna van Loon entsprang der bedeutenden aristokratischen Familie Geelvinck, welche schon lange die Geschicke ihrer Heimatstadt leitete. Sein Großvater war Cornelis Geelvinck gewesen, einer seiner Onkel war Albert Geelvinck, welcher als einer der Direktoren der Sozietät von Suriname auftrat. Durch eine kluge Heiratspolitik hatte die Familie Geelvinck lange Zeit eine bedeutende Rolle in der nordholländischen Politik inne.
Geelvinck war zuerst mit Agatha Theodora van Bambeek (1674–1713) verheiratet, durch welche er in die Verwandtschaftskreise der bis ins Jahre 1748 in der Stadtregierung sehr mächtigen Geschlechter Corver und Hooft gelangte. Aus seiner ersten Ehe entsprangen vier Kinder, worunter der bekannte Politiker Nicolaes Geelvinck und die Stifterin Anna Elisabeth Geelvinck. Seine zweite Ehefrau, die reiche Witwe Anna de Haze, heiratete er im Jahre 1730.  Durch die Heirat mit Anna de Haze, welche die Nichte von Jeronimo de Haze de Georgio war, erbte er die adeligen Titel von Stabroek, Mijnden und den beiden Loosdrechten.

## Politische Karriere
Unterartikel: Regent von Amsterdam
Lieve Geelvinck wurde im Jahre 1704 Schepen und gelangte im Jahre 1708 als Nachfolger seines Vaters in die Amsterdamer Vroedschap. Zwischen 1709 und 1711 Staatsrat (Ratsherr) der Niederlande, und zwischen den Jahren von 1712 und 1714 unterstützte er den Ratspensionär Simon van Slingelandt. Im Jahre 1716 erfolgte seine Ernennung zu einem der siebzehn Direktoren der Niederländischen Ostindien-Kompanie, welche er bis zu seinem Tod im Jahre 1743 innehatte. 1720 wurde Geelvinck zum ersten Mal als regierender Bürgermeister seiner Heimatstadt genannt.
Der republikanisch gesinnte Geelvinck war wie so viele andere holländische Regenten des 18. Jahrhunderts aktiv in den Ämterschacher eingebunden. So brachte er zum Beispiel seinen Schwiegersohn Dirck Trip (1691–1748), dem Herrn von Groet, in die Stadtregierung ein, Trip wurde im Jahre 1735 zum Bürgermeister ernannt, zwei weitere Ernennungen folgten in den Jahren 1742 sowie 1748. Im Jahre 1734 bereitete Geelvinck den „kühlen“ Empfang für den Fürsten
Wilhelm IV. von Oranien-Nassau und dessen Ehefrau Anna von Hannover in Amsterdam vor.
Lieve Geelvinck wurde in einem Familiengrab in der Oude Kerk bestattet.